# Micythus
Micythus es un género de arañas araneomorfas de la familia Gnaphosidae. Se encuentra en el sudeste de Asia. 

## Lista de especies
Según The World Spider Catalog 12.0:
- Micythus anopsis Deeleman-Reinhold, 2001
- Micythus pictus Thorell, 1897
- Micythus rangunensis (Thorell, 1895)